# سيدني كوكس
سيدني كوكس (23 مايو 1905 بنورثامبتون في المملكة المتحدة - 5 مارس 1969 بنورثامبتون في المملكة المتحدة)  (بالإنجليزية: Sydney Cox)‏ هو لاعب كريكت بريطاني (وحمل سابقاً جنسية المملكة المتحدة لبريطانيا العظمى وأيرلندا).